# NGC 5566
NGC 5566 là một thiên hà xoắn ốc dạng thanh trong chòm sao Xử Nữ, cách Trái Đất khoảng 65 triệu năm ánh sáng. Thiên hà này là thiên hà lớn nhất trong chòm sao Xử Nữ, trải dài gần 150.000 năm ánh sáng. Thiên hà NGC 5566 được phát hiện vào ngày 30 tháng 4 năm 1786 bởi nhà thiên văn học người Đức gốc Anh William Herschel. Nó được bao gồm trong Atlas thiên hà đặc biệt của Halton Arp.